# Vòng loại Giải vô địch bóng đá U-23 châu Á 2016
Vòng loại Giải vô địch bóng đá U-23 châu Á 2016 là giải đấu bóng đá dành cho độ tuổi dưới 23 được Liên đoàn bóng đá châu Á (AFC) tổ chức nhằm xác định các đội tuyển tham dự Giải vô địch bóng đá U-23 châu Á 2016, giải đấu 2 năm 1 lần dành cho những cầu thủ trẻ dưới 23 tuổi của châu Á.
Tổng cộng có 16 đội bóng giành quyền thi đấu ở vòng chung kết, bao gồm cả Qatar tự động vượt qua vòng loại với tư cách chủ nhà. Những trận đấu này cũng đóng vai trò là giai đoạn đầu tiên của vòng loại khu vực châu Á cho giải bóng đá nam tại Thế vận hội Mùa hè 2016, trong đó ba đội tuyển đứng đầu của vòng chung kết sẽ giành vé tới Brasil.

## Hạt giống
Lễ bốc thăm cho vòng loại được tổ chức vào ngày 4 tháng 12 năm 2014 tại trụ sở AFC ở Kuala Lumpur, Malaysia.
|                              | Nhóm 1                                                    | Nhóm 2                                          | Nhóm 3                                                            | Nhóm 4                                                | Nhóm 5                                |
| ---------------------------- | --------------------------------------------------------- | ----------------------------------------------- | ----------------------------------------------------------------- | ----------------------------------------------------- | ------------------------------------- |
| Khu vực phía Tây (Bảng A–E)  | Iraq · Jordan · Ả Rập Xê Út · Syria · UAE                 | Iran · Kuwait · Oman · Uzbekistan · Yemen       | Bahrain · Ấn Độ · Kyrgyzstan · Nepal · Tajikistan                 | Bangladesh · Liban · Pakistan · Palestine · Sri Lanka | Afghanistan · Maldives · Turkmenistan |
| Khu vực phía Đông (Bảng F–J) | Úc · Trung Quốc · Nhật Bản · CHDCND Triều Tiên · Hàn Quốc | Indonesia · Lào · Malaysia · Myanmar · Thái Lan | Campuchia · Đài Bắc Trung Hoa · Singapore · Đông Timor · Việt Nam | Brunei · Hồng Kông · Ma Cao1 · Mông Cổ · Philippines  |                                       |

| Không tham dự | Không tham dự                |
| ------------- | ---------------------------- |
| Khu Tây       | Bhutan                       |
| Khu Đông      | Guam · Quần đảo Bắc Mariana1 |

Chú thích
1 Không phải thành viên IOC, không thể tham dự Thế vận hội.

## Các bảng đấu
Các trận đấu đã diễn ra từ ngày 23 đến ngày 31 tháng 3 năm 2015 đối với các bảng gồm 5 đội (riêng bảng B hoãn tới ngày 16 tháng 5 năm 2015); các bảng gồm 4 đội diễn ra từ ngày 27 đến ngày 31 tháng 3 năm 2015.

### Bảng A
- Tất cả các trận đấu được tổ chức tại Oman.
- Thời gian được liệt kê là UTC+4.

| VT | Đội      | ST | T | H | B | BT | BB | HS  | Đ  | Giành quyền tham dự |
| -- | -------- | -- | - | - | - | -- | -- | --- | -- | ------------------- |
| 1  | Iraq     | 4  | 3 | 1 | 0 | 15 | 4  | +11 | 10 | Vòng chung kết      |
| 2  | Oman (H) | 4  | 2 | 2 | 0 | 12 | 3  | +9  | 8  |                     |
| 3  | Bahrain  | 4  | 1 | 2 | 1 | 4  | 3  | +1  | 5  |                     |
| 4  | Liban    | 4  | 1 | 1 | 2 | 3  | 9  | −6  | 4  |                     |
| 5  | Maldives | 4  | 0 | 0 | 4 | 2  | 17 | −15 | 0  |                     |

| Bahrain     | 1–1      | Oman                 |
| ----------- | -------- | -------------------- |
| Al-Ajmi 46' | Chi tiết | Al-Farsi 77' (ph.đ.) |

| Maldives   | 1–2      | Liban             |
| ---------- | -------- | ----------------- |
| Irufaan 4' | Chi tiết | Khazzaka 65', 79' |

| Liban         | 1–4      | Iraq                                      |
| ------------- | -------- | ----------------------------------------- |
| Siblini 90+3' | Chi tiết | Hussein 44' · Kamel 72', 85' · Waleed 81' |

| Maldives | 0–3      | Bahrain                               |
| -------- | -------- | ------------------------------------- |
|          | Chi tiết | Al-Aswad 20', 88' (ph.đ.) · Madan 59' |

| Iraq                                                                      | 7–1      | Maldives       |
| ------------------------------------------------------------------------- | -------- | -------------- |
| Waleed 3', 65' · Kamel 45+2' · Rasan 47', 90+3' · Tariq 76' · Husni 90+2' | Chi tiết | H. Mohamed 27' |

| Oman                                              | 4–0      | Liban |
| ------------------------------------------------- | -------- | ----- |
| Al-Farsi 11', 60' · Al-Siyabi 16' · Al-Fazari 19' | Chi tiết |       |

| Oman                                                                | 5–0      | Maldives |
| ------------------------------------------------------------------- | -------- | -------- |
| Al-Malki 7' · Al-Hamhami 20', 24', 56' (ph.đ.) · Al-Abdul Salam 72' | Chi tiết |          |

| Bahrain | 0–2      | Iraq                     |
| ------- | -------- | ------------------------ |
|         | Chi tiết | Hussein 84' · Waleed 88' |

| Liban | 0–0      | Bahrain |
| ----- | -------- | ------- |
|       | Chi tiết |         |

| Iraq                          | 2–2      | Oman                                |
| ----------------------------- | -------- | ----------------------------------- |
| Mabrook 3' (l.n.) · Kamel 47' | Chi tiết | Al-Farsi 88' (ph.đ.) · Al-Hinai 88' |

### Bảng B
- Tất cả các trận đấu ban đầu dự kiến được diễn ra tại Pakistan, từ ngày 23 đến ngày 31 tháng 3 năm 2015 trên sân vận động Punjab, Lahore, nhưng đã bị hoãn lại vì lý do an toàn và an ninh sau vụ đánh bom và tình trạng bất ổn dân sự trong thành phố.
- Địa điểm thi đấu vòng loại bảng B sau đó được chuyển đến Các Tiểu Vương quốc Ả Rập Thống nhất từ ngày 16 đến ngày 24 tháng 5 năm 2015. Sau sự rút lui của Turkmenistan, thời gian thi đấu của bảng B được điều chỉnh từ ngày 16 đến ngày 20 tháng 5 năm 2015.
- Thời gian được liệt kê là UTC+4.

| VT | Đội          | ST | T | H | B | BT | BB | HS | Đ | Giành quyền tham dự |
| -- | ------------ | -- | - | - | - | -- | -- | -- | - | ------------------- |
| 1  | Jordan       | 3  | 2 | 1 | 0 | 12 | 3  | +9 | 7 | Vòng chung kết      |
| 2  | Kuwait       | 3  | 1 | 2 | 0 | 5  | 3  | +2 | 5 |                     |
| 3  | Pakistan     | 3  | 1 | 0 | 2 | 3  | 8  | −5 | 3 |                     |
| 4  | Kyrgyzstan   | 3  | 0 | 1 | 2 | 1  | 7  | −6 | 1 |                     |
| 5  | Turkmenistan | 0  | 0 | 0 | 0 | 0  | 0  | 0  | 0 | Bỏ cuộc             |

| Jordan                                               | 5–0      | Pakistan |
| ---------------------------------------------------- | -------- | -------- |
| Al-Mardi 11', 64' · Rateb 23' · Al-Bashtawi 66', 79' | Chi tiết |          |

| Kuwait | 0–0      | Kyrgyzstan |
| ------ | -------- | ---------- |
|        | Chi tiết |            |

| Pakistan | 0–2      | Kuwait          |
| -------- | -------- | --------------- |
|          | Chi tiết | Al-Azemi 3', 8' |

| Kyrgyzstan | 0–4      | Jordan                                               |
| ---------- | -------- | ---------------------------------------------------- |
|            | Chi tiết | Rateb 3' · Shelbaieh 65' · Faisal 70' · Al-Mardi 90' |

| Jordan               | 3–3      | Kuwait                              |
| -------------------- | -------- | ----------------------------------- |
| Faisal 58', 71', 85' | Chi tiết | Al-Azemi 63', 68' · Al-Nassar 90+4' |

| Kyrgyzstan | 1–3      | Pakistan                                    |
| ---------- | -------- | ------------------------------------------- |
| Otkeev 25' | Chi tiết | Hussain 40' · Karipov 55' (l.n.) · Khan 88' |

### Bảng C
- Tất cả các trận đấu được tổ chức tại Iran.
- Thời gian được liệt kê là UTC+3:30.

| VT | Đội         | ST | T | H | B | BT | BB | HS  | Đ  | Giành quyền tham dự |
| -- | ----------- | -- | - | - | - | -- | -- | --- | -- | ------------------- |
| 1  | Ả Rập Xê Út | 4  | 3 | 1 | 0 | 9  | 1  | +8  | 10 | Vòng chung kết      |
| 2  | Iran (H)    | 4  | 3 | 0 | 1 | 15 | 2  | +13 | 9  | Vòng chung kết      |
| 3  | Palestine   | 4  | 2 | 0 | 2 | 6  | 4  | +2  | 6  |                     |
| 4  | Afghanistan | 4  | 1 | 1 | 2 | 2  | 8  | −6  | 4  |                     |
| 5  | Nepal       | 4  | 0 | 0 | 4 | 0  | 17 | −17 | 0  |                     |

| Afghanistan | 0–2      | Palestine                       |
| ----------- | -------- | ------------------------------- |
|             | Chi tiết | Abu Warda 7' · Shaikh Qasem 75' |

| Nepal | 0–5      | Iran                                                                      |
| ----- | -------- | ------------------------------------------------------------------------- |
|       | Chi tiết | Motahari 14' · Barzay 27' (ph.đ.) · Azmoun 54' · Karimi 67' · Saghebi 87' |

| Palestine | 0–1      | Ả Rập Xê Út      |
| --------- | -------- | ---------------- |
|           | Chi tiết | Madu 88' (ph.đ.) |

| Afghanistan                        | 2–0      | Nepal |
| ---------------------------------- | -------- | ----- |
| Sharif 76' · Hashimi 90+1' (ph.đ.) | Chi tiết |       |

| Ả Rập Xê Út | 0–0      | Afghanistan |
| ----------- | -------- | ----------- |
|             | Chi tiết |             |

| Iran                                     | 3–0      | Palestine |
| ---------------------------------------- | -------- | --------- |
| Azmoun 49' · Motahari 80', 90+3' (ph.đ.) | Chi tiết |           |

| Nepal | 0–6      | Ả Rập Xê Út                                                                        |
| ----- | -------- | ---------------------------------------------------------------------------------- |
|       | Chi tiết | Al-Bassas 22' · Al-Nathiri 28', 45' · Al-Saiari 63' · Al-Mousa 77' · Al-Shehri 85' |

| Iran                                                                            | 6–0      | Afghanistan |
| ------------------------------------------------------------------------------- | -------- | ----------- |
| Azmoun 12', 74' · Moradmand 24' · Kamandani 28' · Jahanbakhsh 38' · Cheshmi 61' | Chi tiết |             |

| Palestine                         | 4–0      | Nepal |
| --------------------------------- | -------- | ----- |
| Maraaba 31', 63' · Zidan 64', 80' | Chi tiết |       |

| Ả Rập Xê Út               | 2–1      | Iran               |
| ------------------------- | -------- | ------------------ |
| Asiri 70' · Al-Ghamdi 81' | Chi tiết | Al-Yami 84' (l.n.) |

### Bảng D
- Tất cả các trận đấu được tổ chức tại Các Tiểu vương quốc Ả Rập Thống nhất.
- Thời gian được liệt kê là UTC+4.

| VT | Đội        | ST | T | H | B | BT | BB | HS  | Đ | Giành quyền tham dự |
| -- | ---------- | -- | - | - | - | -- | -- | --- | - | ------------------- |
| 1  | UAE (H)    | 3  | 3 | 0 | 0 | 8  | 0  | +8  | 9 | Vòng chung kết      |
| 2  | Yemen      | 3  | 2 | 0 | 1 | 7  | 2  | +5  | 6 | Vòng chung kết      |
| 3  | Tajikistan | 3  | 1 | 0 | 2 | 6  | 6  | 0   | 3 |                     |
| 4  | Sri Lanka  | 3  | 0 | 0 | 3 | 1  | 14 | −13 | 0 |                     |

| UAE                                                                | 4–0      | Sri Lanka |
| ------------------------------------------------------------------ | -------- | --------- |
| Mubarak 15' · Saeed 30' (ph.đ.) · Gheilani 52' · Roshan 64' (l.n.) | Chi tiết |           |

| Yemen             | 2–1      | Tajikistan  |
| ----------------- | -------- | ----------- |
| Al-Hagri 21', 78' | Chi tiết | Jalilov 61' |

| Sri Lanka | 0–5      | Yemen                                                           |
| --------- | -------- | --------------------------------------------------------------- |
|           | Chi tiết | Mahdi 1' · Al-Sarori 14' · Al-Hubaishi 57' · Al-Gabr 65', 90+5' |

| Tajikistan | 0–3      | UAE                                           |
| ---------- | -------- | --------------------------------------------- |
|            | Chi tiết | Saeed 14' (ph.đ.) · Barman 21' · Gheilani 61' |

| UAE        | 1–0      | Yemen |
| ---------- | -------- | ----- |
| Rashid 49' | Chi tiết |       |

| Tajikistan                                                                     | 5–1      | Sri Lanka  |
| ------------------------------------------------------------------------------ | -------- | ---------- |
| Umarbaev 37' (ph.đ.) · Rakhmatov 46' · Aliev 71' · Rustamov 82' · Ergashev 88' | Chi tiết | Zarwan 25' |

### Bảng E
- Tất cả các trận đấu được tổ chức tại Bangladesh.
- Thời gian được liệt kê là UTC+6.

| VT | Đội            | ST | T | H | B | BT | BB | HS | Đ | Giành quyền tham dự |
| -- | -------------- | -- | - | - | - | -- | -- | -- | - | ------------------- |
| 1  | Syria          | 3  | 3 | 0 | 0 | 10 | 1  | +9 | 9 | Vòng chung kết      |
| 2  | Uzbekistan     | 3  | 2 | 0 | 1 | 7  | 2  | +5 | 6 | Vòng chung kết      |
| 3  | Ấn Độ          | 3  | 0 | 1 | 2 | 0  | 6  | −6 | 1 |                     |
| 4  | Bangladesh (H) | 3  | 0 | 1 | 2 | 0  | 8  | −8 | 1 |                     |

| Uzbekistan                | 2–0      | Ấn Độ |
| ------------------------- | -------- | ----- |
| Sergeev 87' · Kozak 90+2' | Chi tiết |       |

| Syria                                                 | 4–0      | Bangladesh |
| ----------------------------------------------------- | -------- | ---------- |
| Khribin 5', 45+2' (ph.đ.) · Al-Baher 15' · Maowas 81' | Chi tiết |            |

| Ấn Độ | 0–4      | Syria                                |
| ----- | -------- | ------------------------------------ |
|       | Chi tiết | Maowas 15', 82' · Khribin 45+3', 61' |

| Bangladesh | 0–4      | Uzbekistan                                           |
| ---------- | -------- | ---------------------------------------------------- |
|            | Chi tiết | Masharipov 4' · Rakhmanov 12', 29' · Makhstaliev 40' |

| Syria                      | 2–1      | Uzbekistan      |
| -------------------------- | -------- | --------------- |
| Khribin 29', 45+2' (ph.đ.) | Chi tiết | Makhstaliev 59' |

| Ấn Độ | 0–0      | Bangladesh |
| ----- | -------- | ---------- |
|       | Chi tiết |            |

### Bảng F
- Tất cả các trận đấu được tổ chức tại Đài Loan.
- Thời gian được liệt kê là UTC+8.

| VT | Đội                   | ST | T | H | B | BT | BB | HS  | Đ | Giành quyền tham dự |
| -- | --------------------- | -- | - | - | - | -- | -- | --- | - | ------------------- |
| 1  | Úc                    | 3  | 3 | 0 | 0 | 15 | 1  | +14 | 9 | Vòng chung kết      |
| 2  | Myanmar               | 3  | 2 | 0 | 1 | 6  | 6  | 0   | 6 |                     |
| 3  | Đài Bắc Trung Hoa (H) | 3  | 1 | 0 | 2 | 3  | 8  | −5  | 3 |                     |
| 4  | Hồng Kông             | 3  | 0 | 0 | 3 | 2  | 11 | −9  | 0 |                     |

| Úc                                                     | 6–0      | Hồng Kông |
| ------------------------------------------------------ | -------- | --------- |
| Amini 10' · Pain 21', 79' · Maclaren 76', 90+1', 90+5' | Chi tiết |           |

| Myanmar                                   | 3–0      | Đài Bắc Trung Hoa |
| ----------------------------------------- | -------- | ----------------- |
| Hlaing Bo Bo 26', 69' · Nay Lin Tun 90+3' | Chi tiết |                   |

| Hồng Kông          | 1–2      | Myanmar               |
| ------------------ | -------- | --------------------- |
| Lương Nặc Hằng 32' | Chi tiết | Zon Moe Aung 53', 62' |

| Đài Bắc Trung Hoa | 0–4      | Úc                                                   |
| ----------------- | -------- | ---------------------------------------------------- |
|                   | Chi tiết | Brillante 2' · Taggart 45' · Sotirio 59' · Smith 78' |

| Úc                                      | 5–1      | Myanmar             |
| --------------------------------------- | -------- | ------------------- |
| Hoole 10', 57', 70' · Maclaren 13', 68' | Chi tiết | Kaung Sat Naing 78' |

| Đài Bắc Trung Hoa                                 | 3–1      | Hồng Kông        |
| ------------------------------------------------- | -------- | ---------------- |
| Cổ Vũ Đình 27' · Ôn Trí Hào 42' · Vi Dục Nhậm 57' | Chi tiết | Lương Gia Hy 85' |

### Bảng G
- Tất cả các trận đấu được tổ chức tại Thái Lan.
- Thời gian được liệt kê là UTC+7.

| VT | Đội               | ST | T | H | B | BT | BB | HS  | Đ | Giành quyền tham dự |
| -- | ----------------- | -- | - | - | - | -- | -- | --- | - | ------------------- |
| 1  | CHDCND Triều Tiên | 3  | 2 | 1 | 0 | 8  | 1  | +7  | 7 | Vòng chung kết      |
| 2  | Thái Lan (H)      | 3  | 2 | 1 | 0 | 7  | 2  | +5  | 7 | Vòng chung kết      |
| 3  | Campuchia         | 3  | 1 | 0 | 2 | 5  | 7  | −2  | 3 |                     |
| 4  | Philippines       | 3  | 0 | 0 | 3 | 2  | 12 | −10 | 0 |                     |

| CHDCND Triều Tiên                                                                  | 4–0      | Philippines |
| ---------------------------------------------------------------------------------- | -------- | ----------- |
| Ri Hyong-Jin 17' · So Kyong-Jin 45+1' (ph.đ.) · Jang Ok-Chol 62' · Pak Hyon-Il 80' | Chi tiết |             |

| Thái Lan                  | 2–1      | Campuchia |
| ------------------------- | -------- | --------- |
| Pinyo 57' · Chenrop 90+5' | Chi tiết | Udom 12'  |

| Campuchia      | 1–4      | CHDCND Triều Tiên                                                      |
| -------------- | -------- | ---------------------------------------------------------------------- |
| Matnorotin 84' | Chi tiết | Ho Myong-Chol 17' · Kim Ju-Song 38' · Jo Kwang 56' · Jang Kuk-Chol 69' |

| Philippines | 1–5      | Thái Lan                                                                  |
| ----------- | -------- | ------------------------------------------------------------------------- |
| Salenga 89' | Chi tiết | Kasidech 12' · Pakorn 47' (ph.đ.) · Chenrop 56' · Chaowat 62' · Pinyo 67' |

| Campuchia                     | 3–1      | Philippines  |
| ----------------------------- | -------- | ------------ |
| Vathanaka 5', 10' · Visal 16' | Chi tiết | Barace 90+2' |

| CHDCND Triều Tiên | 0–0      | Thái Lan |
| ----------------- | -------- | -------- |
|                   | Chi tiết |          |

### Bảng H
- Tất cả các trận đấu được tổ chức tại Indonesia.
- Thời gian được liệt kê là UTC+7.

| VT | Đội           | ST | T | H | B | BT | BB | HS  | Đ | Giành quyền tham dự |
| -- | ------------- | -- | - | - | - | -- | -- | --- | - | ------------------- |
| 1  | Hàn Quốc      | 3  | 3 | 0 | 0 | 12 | 0  | +12 | 9 | Vòng chung kết      |
| 2  | Indonesia (H) | 3  | 2 | 0 | 1 | 7  | 4  | +3  | 6 |                     |
| 3  | Đông Timor    | 3  | 1 | 0 | 2 | 3  | 8  | −5  | 3 |                     |
| 4  | Brunei        | 3  | 0 | 0 | 3 | 0  | 10 | −10 | 0 |                     |

| Hàn Quốc | 5–0      | Brunei |
| --- | -------- | ------ |
| Lee Yong-Jae 3' · Jung Seung-Hyun 29' · Kim Hyun 39' (ph.đ.) · Kwon Chang-Hoon 57' (ph.đ.) · Jang Hyun-Soo 76' | Chi tiết |        |

| Indonesia                                                                | 5–0      | Đông Timor |
| ------------------------------------------------------------------------ | -------- | ---------- |
| Adam 17' · Lestusen 45+1' (ph.đ.) · Evan 51' · Muchlis 66' · Hansamu 86' | Chi tiết |            |

| Brunei | 0–2      | Indonesia                    |
| ------ | -------- | ---------------------------- |
|        | Chi tiết | Noviandani 70' · Muchlis 87' |

| Đông Timor | 0–3      | Hàn Quốc                                            |
| ---------- | -------- | --------------------------------------------------- |
|            | Chi tiết | Moon Chang-Jin 17' (ph.đ.), 47' · Kim Seung-Jun 44' |

| Hàn Quốc                                                                        | 4–0      | Indonesia |
| ------------------------------------------------------------------------------- | -------- | --------- |
| Jung Seung-Hyun 52' · Lee Chan-Dong 71' · Kim Seung-Jun 83' · Lee Chang-Min 87' | Chi tiết |           |

| Đông Timor                                         | 3–0      | Brunei |
| -------------------------------------------------- | -------- | ------ |
| Ezequiel 24' · Henrique Cruz 90' · Agostinho 90+3' | Chi tiết |        |

### Bảng I
- Tất cả các trận đấu được tổ chức tại Malaysia.
- Thời gian được liệt kê là UTC+8.

| VT | Đội          | ST | T | H | B | BT | BB | HS  | Đ | Giành quyền tham dự |
| -- | ------------ | -- | - | - | - | -- | -- | --- | - | ------------------- |
| 1  | Nhật Bản     | 3  | 3 | 0 | 0 | 10 | 0  | +10 | 9 | Vòng chung kết      |
| 2  | Việt Nam     | 3  | 2 | 0 | 1 | 9  | 3  | +6  | 6 | Vòng chung kết      |
| 3  | Malaysia (H) | 3  | 1 | 0 | 2 | 3  | 3  | 0   | 3 |                     |
| 4  | Ma Cao       | 3  | 0 | 0 | 3 | 0  | 16 | −16 | 0 |                     |

| Nhật Bản                                                                                             | 7–0      | Ma Cao |
| --- | -------- | ------ |
| Endo 22' · Toyokawa 26' · Notsuda 31', 90+2' · Đặng Hạo Huy 33' (l.n.) · Suzuki 66' · Minamino 90+3' | Chi tiết |        |

| Malaysia | 1–2      | Việt Nam                                 |
| -------- | -------- | ---------------------------------------- |
| Naim 34' | Chi tiết | Võ Huy Toàn 38' · Nguyễn Công Phượng 44' |

| Ma Cao | 0–2      | Malaysia                             |
| ------ | -------- | ------------------------------------ |
|        | Chi tiết | Syahrul 12' (ph.đ.) · Amirzafran 67' |

| Việt Nam | 0–2      | Nhật Bản            |
| -------- | -------- | ------------------- |
|          | Chi tiết | Nakajima 43', 90+3' |

| Việt Nam                                                                                     | 7–0      | Ma Cao |
| -------------------------------------------------------------------------------------------- | -------- | ------ |
| Hồ Ngọc Thắng 3' · Lê Thanh Bình 5', 21', 43' · Nguyễn Công Phượng 19', 45+1' (ph.đ.), 90+3' | Chi tiết |        |

| Nhật Bản | 1–0      | Malaysia |
| -------- | -------- | -------- |
| Kubo 41' | Chi tiết |          |

### Bảng J
- Tất cả các trận đấu được tổ chức tại Lào.
- Thời gian được liệt kê là UTC+4.

| VT | Đội        | ST | T | H | B | BT | BB | HS  | Đ | Giành quyền tham dự |
| -- | ---------- | -- | - | - | - | -- | -- | --- | - | ------------------- |
| 1  | Trung Quốc | 3  | 3 | 0 | 0 | 13 | 0  | +13 | 9 | U-23 châu Á 2016    |
| 2  | Lào (H)    | 3  | 1 | 1 | 1 | 7  | 3  | +4  | 4 |                     |
| 3  | Singapore  | 3  | 0 | 2 | 1 | 2  | 7  | −5  | 2 |                     |
| 4  | Mông Cổ    | 3  | 0 | 1 | 2 | 2  | 14 | −12 | 1 |                     |

| Trung Quốc                                                                 | 5–0      | Mông Cổ |
| -------------------------------------------------------------------------- | -------- | ------- |
| Ngô Hưng Hàm 3' · Tạ Bằng Phi 24' · Từ Tân 39' (ph.đ.) · Trần Hạo 60', 78' | Chi tiết |         |

| Lào | 0–0      | Singapore |
| --- | -------- | --------- |
|     | Chi tiết |           |

| Singapore | 0–5      | Trung Quốc                                                                                        |
| --------- | -------- | ------------------------------------------------------------------------------------------------- |
|           | Chi tiết | Lý Nguyên Nhất 2' · Phùng Cương 39' · Từ Tân 58' (ph.đ.) · Tang Nhất Phong 66' · Ngô Hưng Hàm 79' |

| Mông Cổ | 0–7      | Lào                                                                                                   |
| ------- | -------- | --- |
|         | Chi tiết | Sihavong 32' · Khanthavong 45', 60' · Bounmalay 63' · Khochalern 68' · Kettavong 84' · Natphasouk 87' |

| Singapore      | 2–2      | Mông Cổ                          |
| -------------- | -------- | -------------------------------- |
| Irfan 18', 59' | Chi tiết | Tsogtbaatar 8' · Erdenebat 45+1' |

| Trung Quốc                                        | 3–0      | Lào |
| ------------------------------------------------- | -------- | --- |
| Phùng Cương 17' · Tạ Bằng Phi 53' · Quách Hạo 77' | Chi tiết |     |

## Xếp hạng các đội nhì bảng đấu
Do các bảng có số đội khác nhau, kết quả thi đấu với các đội xếp thứ năm không được tính cho bảng xếp hạng này.

| VT | Bg | Đội        | ST | T | H | B | BT | BB | HS | Đ | Giành quyền tham dự |
| -- | -- | ---------- | -- | - | - | - | -- | -- | -- | - | ------------------- |
| 1  | G  | Thái Lan   | 3  | 2 | 1 | 0 | 7  | 2  | +5 | 7 | U-23 châu Á 2016    |
| 2  | C  | Iran       | 3  | 2 | 0 | 1 | 10 | 2  | +8 | 6 | U-23 châu Á 2016    |
| 3  | I  | Việt Nam   | 3  | 2 | 0 | 1 | 9  | 3  | +6 | 6 | U-23 châu Á 2016    |
| 4  | D  | Yemen      | 3  | 2 | 0 | 1 | 7  | 2  | +5 | 6 | U-23 châu Á 2016    |
| 5  | E  | Uzbekistan | 3  | 2 | 0 | 1 | 7  | 2  | +5 | 6 | U-23 châu Á 2016    |
| 6  | H  | Indonesia  | 3  | 2 | 0 | 1 | 7  | 4  | +3 | 6 |                     |
| 7  | F  | Myanmar    | 3  | 2 | 0 | 1 | 6  | 6  | 0  | 6 |                     |
| 8  | A  | Oman       | 3  | 1 | 2 | 0 | 7  | 3  | +4 | 5 |                     |
| 9  | B  | Kuwait     | 3  | 1 | 2 | 0 | 5  | 3  | +2 | 5 |                     |
| 10 | J  | Lào        | 3  | 1 | 1 | 1 | 7  | 3  | +4 | 4 |                     |

1. 1 2  Yemen và Uzbekistan cùng bằng điểm và cùng hiệu số bàn thắng thua.

## Các đội vượt qua vòng loại
Dưới đây là các đội tuyển đã vượt qua vòng loại để tham dự Giải vô địch bóng đá U-23 châu Á 2016.
| Đội               | Tư cách vượt qua vòng loại   | Ngày vượt qua vòng loại | Lần tham dự trước2 |
| ----------------- | ---------------------------- | ----------------------- | ------------------ |
| Qatar             | Chủ nhà                      | 28 tháng 11 năm 2014    | 0 (lần đầu)        |
| Iraq              | Nhất bảng A                  | 31 tháng 3 năm 2015     | 1 (2013)           |
| Jordan            | Nhất bảng B                  | 20 tháng 5 năm 2015     | 1 (2013)           |
| Ả Rập Xê Út       | Nhất bảng C                  | 31 tháng 3 năm 2015     | 1 (2013)           |
| UAE               | Nhất bảng D                  | 31 tháng 3 năm 2015     | 1 (2013)           |
| Syria             | Nhất bảng E                  | 31 tháng 3 năm 2015     | 1 (2013)           |
| Úc                | Nhất bảng F                  | 31 tháng 3 năm 2015     | 1 (2013)           |
| CHDCND Triều Tiên | Nhất bảng G                  | 31 tháng 3 năm 2015     | 1 (2013)           |
| Hàn Quốc          | Nhất bảng H                  | 31 tháng 3 năm 2015     | 1 (2013)           |
| Nhật Bản          | Nhất bảng I                  | 31 tháng 3 năm 2015     | 1 (2013)           |
| Trung Quốc        | Nhất bảng J                  | 31 tháng 3 năm 2015     | 1 (2013)           |
| Thái Lan          | Đội nhì bảng xuất sắc nhất 1 | 31 tháng 3 năm 2015     | 0 (lần đầu)        |
| Iran              | Đội nhì bảng xuất sắc nhất 2 | 31 tháng 3 năm 2015     | 1 (2013)           |
| Việt Nam          | Đội nhì bảng xuất sắc nhất 3 | 31 tháng 3 năm 2015     | 0 (lần đầu)        |
| Yemen             | Đội nhì bảng xuất sắc nhất 4 | 31 tháng 3 năm 2015     | 1 (2013)           |
| Uzbekistan        | Đội nhì bảng xuất sắc nhất 5 | 20 tháng 5 năm 2015     | 1 (2013)           |

2 In đậm chỉ ra đội vô địch cho năm đó. In nghiêng chỉ ra chủ nhà cho năm đó.

## Cầu thủ ghi bàn
Đã có 244 bàn thắng ghi được trong 68 trận đấu, trung bình 3.59 bàn thắng mỗi trận đấu.
6 bàn thắng
- Omar Khribin

5 bàn thắng
- Jamie Maclaren

4 bàn thắng
- Sardar Azmoun
- Mahdi Kamel
- Amjad Waleed
- Baha' Faisal
- Faisal Al-Azemi
- Saud Al-Farsi
- Nguyễn Công Phượng

3 bàn thắng
- Andrew Hoole
- Amir Arsalan Motahari
- Mahmoud Al-Mardi
- Hatem Al-Hamhami
- Mahmoud Maowas
- Lê Thanh Bình

2 bàn thắng
- Connor Pain
- Komail Al-Aswad
- Chan Vathanaka
- Trần Hạo
- Phùng Cương
- Ngô Hưng Hàm
- Tạ Bằng Phi
- Từ Tân
- Muchlis Hadi Ning Syaifulloh
- Aymen Hussein
- Bashar Rasan
- Nakajima Shoya
- Notsuda Gakuto
- Laith Al-Bashtawi
- Saleh Rateb
- Jeong Seung-Hyun
- Kim Seung-Jun
- Moon Chang-Jin
- Sitthideth Khanthavong
- Alexis Khazzaka
- Hlaing Bo Bo
- Zon Moe Aung
- Mohammed Maraaba
- Fadi Zidan
- Ahmed Al-Nathiri
- Irfan Fandi
- Pinyo Inpinit
- Chenrop Samphaodi
- Ahmed Rabia Gheilani
- Yousif Saeed
- Abbosbek Makhsatalliev
- Sardor Rakhmanov
- Yaser Ali Al-Gabr
- Ayman Al-Hagri

1 bàn thắng
- Sayed Mohammad Hashimi
- Khalid Ahmad Sharif
- Mustafa Amini
- Joshua Brillante
- Brad Smith
- Jaushua Sotirio
- Adam Taggart
- Abdullah Al-Ajmi
- Ali Madan
- Sary Matnorotin
- Prak Mony Udom
- Soeuy Visal
- Quách Hạo
- Lý Nguyên Nhất
- Tang Nhất Phong
- Kha Dục Đình
- Vi Dục Nhậm
- Ôn Trí Hào
- Lương Gia Hy
- Lương Nặc Hằng
- Evan Dimas
- Manahati Lestusen
- Ahmad Noviandani
- Adam Alis Setyano
- Hansamu Yama
- Behnam Barzay
- Roozbeh Cheshmi
- Alireza Jahanbakhsh
- Milad Kamandani
- Ali Karimi
- Mohammad Hossein Moradmand
- Shahin Saghebi
- Ali Hisni
- Abdul-Qadir Tariq
- Endo Wataru
- Kubo Yuya
- Minamino Takumi
- Suzuki Musashi
- Toyokawa Yuta
- Feras Shelbaieh
- Ho Myong-Chol
- Jang Kuk-Chol
- Jang Ok-Chol
- Jo Kwang
- Kim Ju-Song
- Pak Hyon-Iil
- Ri Hyong-Jin
- So Kyong-Jin
- Jang Hyun-Soo
- Kim Hyun
- Kwon Chang-Hoon
- Lee Chan-Dong
- Lee Chang-Min
- Lee Yong-Jae
- Mohammad Al-Nassar
- Avazbek Otkeev
- Tiny Bounmalay
- Armisay Kettavong
- Phoutthasay Khochalern
- Soukchinda Natphasouk
- Khonesavanh Sihavong
- Mahmoud Siblini
- Nazirul Naim Che Hashim
- Syahrul Azwari Ibrahim
- Wan Ahmad Amirzafran Wan Nadris
- Mohamed Irufaan
- Hamza Mohamed
- Purevdorj Erdenebat
- Mungunshagai Tsogtbaatar
- Ishad Obaid Al-Abdul Salam
- Omar Al-Fazari
- Anwar Al-Hinai
- Omar Al-Malki
- Ahmed Al-Siyabi
- Kaung Sat Naing
- Nay Lin Tun
- Saddam Hussain
- Mansoor Khan
- Mahmoud Abu Warda
- Mahmoud Shaikh Qasem
- Arboleda Barace
- Paolo Salenga
- Mustafa Al-Bassas
- Abdulrahman Al-Ghamdi
- Ryan Al-Mousa
- Mohammed Al-Saiari
- Saleh Al-Shehri
- Abdulfattah Asiri
- Abdullah Madu
- Mahmood Al-Baher
- Zohar Mohamed Zarwan
- Jahongir Aliev
- Jahongir Ergashev
- Romish Jalilov
- Firuz Rakhmatov
- Navruz Rustamov
- Parvizdzhon Umarbaev
- Pakorn Prempak
- Kasidech Wettayawong
- Chaowat Veerachat
- Agostinho
- Ezequiel
- Henrique Cruz
- Ahmed Barman
- Khalfan Mubarak
- Saif Rashid
- Vladimir Kozak
- Jaloliddin Masharipov
- Igor Sergeev
- Hồ Ngọc Thắng
- Võ Huy Toàn
- Waleed Al-Hubaishi
- Mohammed Al-Sarori
- Ala Addin Mahdi

1 bàn phản lưới nhà
- Manas Karipov (trong trận gặp Pakistan)
- Đặng Hạo Huy (trong trận gặp Nhật Bản)
- Nadir Awadh Bait Mabrook (trong trận gặp Iraq)
- Saeed Awadh Al-Yami (trong trận gặp Iran)
- Sunil Roshan (trong trận gặp UAE)

Nguồn: The-AFC.com